# 龍天橋
龍天橋（りゅうてんきょう）は、宮崎県西臼杵郡日之影町にある道路橋。五ヶ瀬川をまたぎ、国道218号が通る左岸の七折宮水地区と宮崎県道205号向山日之影線が通る右岸岩井川大人地区を結ぶ。水面上の高さが100.2メートルあり、日本国内の林道橋としては一番高い。構造は上路式ローゼ橋、最大支間200メートル、橋長260メートル、幅員8メートル。架設事業費19億円。1990年完成。名称は公募により決定された。橋の真下を宮崎県道237号北方高千穂線が通る。

## 位置
- 宮崎県西臼杵郡日之影町

- 龍天橋 - 地理院地図
- 龍天橋 - Google マップ